# Islip (New York)
Islip ist eine Stadt (town) im Suffolk County des US-Bundesstaates New York. Sie liegt auf Long Island und hatte bei der Volkszählung von 2010 335.298 Einwohner. Es handelt sich dabei nicht um eine Stadt im eigentlichen Sinne, sondern einen Verwaltungszusammenschluss eines größeren, sehr unterschiedlich besiedelten Gebietes ohne klares Zentrum. Mehrere Orte mit eigenen Verwaltungsstrukturen sind Teil von Islip. Zu dem Gebiet gehört auch ein gleichnamiges Hamlet Islip.

## Geografie
Nach Angaben des United States Census Bureau hat die Stadt eine Gesamtfläche von 163,1 Quadratmeilen (422,5 km²), wovon 105,3 Quadratmeilen (272,7 km²) Land und 57,8 Quadratmeilen (149,8 km²) (35,46 %) Wasser sind.
Islip befindet sich auf Long Island und östlich von New York City. Die Stadt Islip hat folgende Grenzen: im Westen die Stadt Babylon (ungefähr an der Route 231); im Osten die Stadt Brookhaven (ungefähr an der Nicoll's Road); im Norden die Stadt Smithtown (ungefähr am Long Island Expressway); und im Süden der Atlantische Ozean. Die Stadt umfasst einen Teil von Fire Island und die Great South Bay.

### Gliederung
- Villages: Brightwaters, Islandia, Ocean Beach, Saltaire
- Hamlets: Bay Shore, Bayport, Baywood, Bohemia, Brentwood, Central Islip, East Islip, Great River, Hauppauge, Holbrook, Holtsville, Islip, Islip Terrace, Lake Ronkonkoma, North Bay Shore, North Great River, Oakdale, Ronkonkoma, Sayville, West Bay Shore, West Islip, West Sayville

## Geschichte
Das Gebiet von Islip wurde ursprünglich von dem Indianerstamm der Algonkin bewohnt. 1683 erwarb William Nicoll von dem lokalen Stammeshäuptling Land und benannte es nach seiner Heimatstadt Islip in England. Die Gemeinde Islip wurde 1720 eingerichtet. Im Jahr 1844 kam die Long Island Railroad nach Islip Town und das Gebiet wurde dichter bebaut. Im Laufe der Zeit entwickelte sich Islip zu einem Ferien- und Urlaubsort für wohlhabende New Yorker.

## Demografie
Laut einer Schätzung von 2019 leben in Islip 329.610 Menschen. Die Bevölkerung teilt sich im selben Jahr auf in 74,3 % Weiße, 10,2 % Afroamerikaner, 0,5 % amerikanische Ureinwohner, 2,8 % Asiaten, und 0,1 % mit zwei oder mehr Ethnizitäten. Hispanics oder Latinos aller Ethnien machten 32,0 % der Bevölkerung von Islip aus. Das mittlere Haushaltseinkommen lag bei 98.387 US-Dollar und die Armutsquote bei 7,2 %.

### Einwohnerentwicklung
| 1850  | 1860  | 1870  | 1880  | 1890  | 1900   | 1910   | 1920   | 1930   | 1940   | 1950   | 1960    | 1970    | 1980    | 1990    | 2000    | 2010    |
| ----- | ----- | ----- | ----- | ----- | ------ | ------ | ------ | ------ | ------ | ------ | ------- | ------- | ------- | ------- | ------- | ------- |
| 2.602 | 3.845 | 4.597 | 6.453 | 8.783 | 12.545 | 18.346 | 20.709 | 33.194 | 51.182 | 71.465 | 172.959 | 278.880 | 298.897 | 299.587 | 322.612 | 335.543 |

## Infrastruktur
Der Long Island MacArthur Airport befindet sich in Islip. Ebenso die Ronkonkoma Station.

## Söhne und Töchter der Stadt
- John Michael Plumb (* 1940), Vielseitigkeitsreiter
- Walter D. Connor (1942–2022), Politikwissenschaftler, Soziologe und Hochschullehrer
- Patti Wicks (1945–2014), Jazzsängerin und Pianistin
- Dawn Ellerbe (* 1974), Hammerwerferin
- Nick LaLota (* 1978), Politiker, Vertreter von New York im US-Repräsentantenhaus
- Chrisette Michele (* 1982), R&B-Sängerin
- Tobias Harris (* 1992), Basketballspieler